# Netzkegel
Der Netzkegel oder die Netz-Kegelschnecke (Conus retifer) ist eine Schnecke aus der Familie der Kegelschnecken (Gattung Conus), die im Indopazifik verbreitet ist und Schnecken frisst.

## Merkmale
Conus retifer trägt ein mäßig kleines bis mäßig großes, mäßig festes bis festes Schneckenhaus, das bei ausgewachsenen Schnecken 2,5 bis 7 cm Länge erreicht. Der Körperumgang ist bauchig kegelförmig bis eiförmig oder leicht birnförmig, der Umriss am Apex stark konvex, zur Basis hin gerade bis konkav, an der linken Seite stärker konkav. Die Schulter ist gerundet bis fast undeutlich. Das Gewinde ist niedrig bis mittelhoch, sein Umriss gerade bis konvex oder leicht s-förmig. Der Protoconch hat etwa 3 ¼ Umgänge und misst maximal 0,8 mm. Die ersten 5 bis 6 Umgänge des Teleoconchs tragen Tuberkeln. Die Nahtrampen des Teleoconchs sind flach bis leicht konvex mit 1 auf 4 bis 7 zunehmenden spiraligen Rillen, an den letzten Nahtrampen auch mit spiraligen Streifen. Der Körperumgang ist an der Basis mit vorragenden, spiralig verlaufenden Rippen überzogen, mehr zur Schulter hin nur mit schwachen bis hinfälligen spiraligen Rippen oder Bändern.
Die Grundfarbe des Gehäuses ist weiß bis blassrosa. Der Körperumgang ist meist mit 2 breiten gelblich-braunen, spiralig verlaufenden Banden gezeichnet, die in der Mitte, an der Basis und an der Schulter 3 Zonen von Netzmustern mit feinen braunen Linien freilassen. Braune Flächen sind mit schwärzlich-braunen axialen Linien und Streifen gezeichnet. Es gibt Schalen mit spärlichen Zeltmustern und auffälligen schwärzlich-braunen axialen Streifen, aber auch Schalen mit feinen Netzmustern und hellbraunen spiraligen Banden. Die Umgänge des Protoconchs und die Nahtrampen der ersten 1 bis 4 Umgänge des Teleoconchs sind einfarbig blassrosa, während die folgenden Nahtrampen die Farbmuster des Körperumgangs haben. Die Gehäusemündung ist weiß, bläulich-weiß oder hellrosa.
Das dünne, durchscheinende, glatte Periostracum ist blassgelb.
Der Fuß der Schnecke ist weiß mit braunen Flecken, die Oberseite an den Seiten mit schwarzen Markierungen. Die Fühler sind weiß mit orangeroten Spitzen. Der Sipho ist weiß mit orangeroter bis roter Spitze und einem breiten schwarzen Ring in der Mitte.
Die mit einer Giftdrüse verbundenen Radula-Zähne haben an der Spitze 2 gegenüberliegende Widerhaken und sind über eine lange Strecke den Schaft entlang gesägt, endend in einem Zacken etwa ein Viertel der Gesamtlänge von der Basis aus.

## Verbreitung und Lebensraum
Conus retifer ist im Indopazifik von der ostafrikanischen Küste Mosambiks und Tansanias über die Maskarenen, die Küste Indochinas, Indonesien und Malaysia bis vor Australien (Weihnachtsinsel), nach Hawaii und Französisch-Polynesien verbreitet.
Er lebt in der Gezeitenzone und bis in Meerestiefen von etwa 40 m, meistens jedoch oberhalb 15 m; an den Außenseiten von Korallenriffen auf Sand, Geröll, Algenbewuchs, toten und lebenden Korallen wie auch in Höhlen.

## Entwicklungszyklus
Wie alle Kegelschnecken ist Conus retifer getrenntgeschlechtlich, und das Männchen begattet das Weibchen mit seinem Penis. Das Weibchen legt Eikapseln mit zahlreichen Eiern ab. Die darin befindlichen Eier sind etwa 250 µm groß, woraus geschlossen wird, dass die Veliger-Larven mindestens 19 Tage lang frei schwimmen, bevor sie niedersinken und zu kriechenden Schnecken metamorphosieren.

## Ernährung
Conus retifer frisst Schnecken.